# Lesław Cirko
Lesław Cirko (ur. 1958) – polski filolog, prof. dr hab. nauk humanistycznych, profesor nadzwyczajny w Instytucie Filologii Germańskiej Wydziału Filologicznego Uniwersytetu Wrocławskiego.

## Życiorys
26 czerwca 1986 obronił pracę doktorską Kontrastywne badania semantyczne czasowników niemieckich i polskich w zakresie dydaktycznego minimum leksykalnego, 29 czerwca 1998 habilitował się na podstawie pracy zatytułowanej Analiza kookurencyjna współczesnego języka niemieckiego, a 12 maja 2011 nadano mu tytuł profesora w zakresie nauk humanistycznych. Został zatrudniony na stanowisku profesora w Instytucie Neofilologii Państwowej Wyższej Szkole Zawodowej w Nysie.
Jest zatrudniony na stanowisku profesora nadzwyczajnego w Instytucie Filologii Germańskiej na Wydziale Filologicznym Uniwersytetu Wrocławskiego.